# Джевон Еткінсон
Джевон Еткінсон (нар. 3 квітня 1984) — ямайський плавець.
Учасник Олімпійських Ігор 2004, 2008 років.